# Iegor Podomatski
Iegor Guennadievitch Podomatski - en russe : Егор Геннадьевич Подомацкий, et en anglais : Yegor Podomatsky (né le 22 novembre 1976 à Rybinsk en URSS) est un joueur professionnel russe de hockey sur glace,.

## Carrière de joueur

### Carrière en club
Il commence sa carrière professionnelle en Superliga en 1995 avec le Lokomotiv Iaroslavl, son club formateur. Le Lokomotiv remporte le titre national en 1997, 2002 et 2003. En 2008, il signe au Lada Togliatti qui intègre une nouvelle compétition en Eurasie, la Ligue continentale de hockey.
Il prend sa retraite en 2013.

### Carrière internationale
Il a représenté la Russie de 1999 à 2004. Il a remporté le bronze aux Jeux olympiques de 2002. Il a participé à cinq éditions des championnats du monde. En 2002, la Russie remporte la médaille d'argent.

## Équipes successives
- Lokomotiv Iaroslavl (Superliga) 1995-2008
- Lada Togliatti (KHL) 2008-2009
- Dizel Penza (Vyschaïa liga) 2008-2009
- HK Rys (Vyschaïa liga) 2009
- Ariada-Akpars Voljsk (Vyschaïa liga) 2009-2010
- Iermak Angarsk (Vyschaïa liga) 2010-2011
- Metchel Tcheliabinsk (VHL) 2011

## Trophées et honneurs personnels
- Superliga
  - 2004 : participe au Match des étoiles avec l'équipe Ouest.
  - 2003 : nommé meilleur gardien.
  - 2002 : participe au Match des étoiles avec l'équipe Ouest.
  - 2002 : nommé dans l'équipe type.
  - 2002 : nommé meilleur gardien.
  - 2001 : participe au Match des étoiles avec l'équipe Ouest.
  - 1998 : nommé meilleur gardien.
  - 1998 : nommé dans l'équipe type.
  - 1997 : nommé meilleur gardien.
  - 1997 : nommé dans l'équipe type.